# Kibatalia gitingensis
Kibatalia gitingensis är en oleanderväxtart som först beskrevs av Elmen, och fick sitt nu gällande namn av R. E. Woodson. Kibatalia gitingensis ingår i släktet Kibatalia och familjen oleanderväxter. Inga underarter finns listade i Catalogue of Life.